# Lindsay Pulsipher
Lindsay Pulsipher (Salt Lake City, 6 mei 1979) is een Amerikaanse actrice.

## Biografie
Pulsipher werd geboren in Salt Lake City in een gezin van zes kinderen met een moeder die een actrice was in het theater. Zij doorliep haar high school aan de Valley High School in South Jordan. 

## Filmografie

### Films
Uitgezonderd korte films.
- 2022 Savage Salvation - als Jess
- 2019 Once Upon a River - als Luanne
- 2018 God Bless the Broken Road - als Amber Hill
- 2016 Officer Downe - als Tiger
- 2016 Gone: VR 360 - als Meredith Clover
- 2015 Lamb - als Linda
- 2014 Flutter – als Jolynn
- 2013 Meth Head – als Judith
- 2013 The Rambler – als de vrouw
- 2011 The Oregonian – als de Oregonian
- 2010 Do Not Disturb – als Brenda
- 2006 Masters of Horror: The Fair Haired Child – als Tara
- 2006 June and July – als Nora
- 2003 Summer Solstice – als Micki
- 2002 Jumping for Joy – als Bobbie Dean

### Televisieseries
Uitgezonderd eenmalige gastrollen.
- 2012-2016 Law & Order: Special Victims Unit – als Kim Rollins – 5 afl.
- 2019 NCIS: New Orleans - als Kelly - 2 afl.
- 2018 Shooter - als June Swagger - 2 afl.
- 2016-2017 The Night Shift - als Rene - 3 afl.
- 2017 Fear the Walking Dead - als Charlene Daley - 2 afl.
- 2013 Perception – als Kendra Murphy – 2 afl.
- 2013 Justified – als Cassie St. Cyr – 7 afl
- 2012 Hatfields & McCoys – als Roseanna McCoy – 3 afl.
- 2010-2011 True Blood – als Crystal Norris – 14 afl.
- 2009 The Beast – als Rose Lawrence – 13 afl.

- Biblioteca Nacional de España: XX5561840
- Bibliothèque nationale de France: cb15521935h (data)
- International Standard Name Identifier: 0000 0000 1209 3575
- Library of Congress Control Number: no2013126009
- Virtual International Authority File: 47072423
- WorldCat: E39PCjrGcw3Mf7qjxGK7hW6fG3